# Merry Christmas, Drake & Josh
Merry Christmas, Drake & Josh (br: Feliz Natal, Drake & Josh) é um filme estadunidense de 2008. O filme foi produzido pela Nickelodeon Movies e estrelado por Drake Bell , Josh Peck e Miranda Cosgrove. O filme é o terceiro da série de televisão, norte-americana, Drake & Josh.
O filme estreou na Nickelodeon no dia 5 de dezembro de 2008. Na Nickelodeon Brasil o filme estreou no dia 18 de dezembro de 2009 e também estreou na Rede Globo no mesmo ano, pela Sessão da Tarde.
Após um ano do encerramento da série, o filme veio como um Especial de Natal, não pertencendo a qualquer temporada do programa. O elenco principal composto por: Drake Bell, Josh Peck, Miranda Cosgrove, Jonathan Goldstein e Nancy Sullivan estão presentes no filme, assim como o elenco secundário composto por: Yvette Nicole Brown, Jerry Trainor, Scott Halberstadt, Alec Medlock, Allison Scagliotti-Smith, Jake Farrow e Julia Duffy.
Este é o 2º Telefilme mais visto, ficando atrás apenas de High School Musical 2 e na frente de Wizards of Waverly Place: The Movie e Camp Rock.

## Sinopse
Drake é chamado para ser o Papai Noel do shopping. Devido a um "problema" com uma mulher que estava na fila, Drake sai correndo e, em meio ao desespero, acaba promentendo a uma garotinha chamada Mary Alice que ela e a família teriam o melhor Natal de todos. Drake dá uma festa, onde alguns vândalos começam a incomodar o lugar. Josh chama a polícia, e é confundido com um dos vândalos e é quase atropelado e, consequentemente, vai para a cadeia. Drake é lembrado da promessa que fez e tentar tirar Josh da cadeia para ajudá-lo a cumpri-la, mas acaba sendo preso. Drake conta ao juiz a respeito da promessa que fez à Mary Alice. O juiz concede a Drake e Josh a liberdade, contando que os dois cumpram a promessa de Drake e façam com que Mary Alice e sua família tenha o Melhor Natal de todos, se não voltam para a cadeia. No entanto, vários fatores fazem com que essa promessa fique difícil de se cumprir. Um policial, que odeia o Natal porque quando criança ganhou um macaco que o atacou, tenta impedir que Drake e Josh cumpram a promessa, então Drake e Josh resolvem presentear este policial com um macaco manso, para assim fazê-lo gostar do Natal novamente. Enquanto isso, Audrey e Walter vão a um "paraíso tropical", mas percebem que o lugar não é exatamente como eles esperavam, e lá terão péssimas condições.

## Elenco da Série

### Elenco Principal
- Drake Bell - Drake Parker
- Josh Peck - Josh Nichols
- Miranda Cosgrove - Megan Parker
- Jonathan Goldstein - Walter Nichols
- Nancy Sullivan - Audrey Parker

### Elenco Secundário
- Yvette Nicole Brown - Helen Ophelia
- Jerry Trainor - Steve Doido
- Scott Halberstadt - Eric Blonowitz
- Alec Medlock - Craig Ramirez
- Allison Scagliotti - Smith - Mindy Crenshaw
- Jake Farrow - Gavin Mitchell
- Julia Duffy - Srtª Hayfer

## Elenco Convidado
- Bailee Madison - Mary Alice Johansson
- Devon Graye - Luke
- Cosette Goldstein - Lily
- Camille Goldstein - Viloet
- Ryan Breslin - Trey
- David Gore - Zigfee
- Henry Winkler - Judge Newman
- David Pressman - Officer Pierre J. Gilbert
- Kimbo Slice - Bludge

## Músicas
A versão da canção Christmas Wrapping de Miranda Cosgrove foi a melodia principal do filme. Drake Bell também fez um videoclipe para a sua versão do clássico Jingle Bells como promoção para o filme, e pode ser visto no DVD.

## Audiência
A estréia do filme quebrou o recorde de maior número de telespectadores para a estréia de um filme da Nickelodeon com 14,9 milhões de telespectadores, um título anteriormente detido por iCarly: iGo to Japan.

## Produção
O filme entrou em produção em Julho de 2008, e estreou em 5 de Dezembro de 2008. O criador da série Drake & Josh desta vez voltou ao filme como produtor executivo, que dirigiu o longa-metragem foi Michael Grossman.
O filme destaca-se dos anteriores da série, por ser o primeiro a ser exibido em High Definition.